# Trond Andersen
Trond Andersen (Kristiansund, 1975. január 6. –) norvég válogatott labdarúgó.
A norvég válogatott tagjaként részt vett a 2000-es Európa-bajnokságon.

## Sikerei, díjai
Brøndby
- Royal League győztes (1): 2006-07
- Dán kupagyőztes (3): 2007–08

Norvégia U21
- U21-es Európa-bajnoki bronzérmes (1): 1998